# 3 de Mayo
3 de Mayo är en ort i Mexiko. Den ligger i kommunen Cuautla och delstaten Morelos, i den sydöstra delen av landet, 70 km söder om huvudstaden Mexico City. 3 de Mayo ligger 1 290 meter över havet och antalet invånare är 804.
Terrängen runt 3 de Mayo är platt åt nordost, men åt sydväst är den kuperad. Runt 3 de Mayo är det ganska tätbefolkat, med 222 invånare per kvadratkilometer. Närmaste större samhälle är Cuautla Morelos, 6,6 km öster om 3 de Mayo. Omgivningarna runt 3 de Mayo är en mosaik av jordbruksmark och naturlig växtlighet.